# Pârâul Popii, Cracăul Alb
Pârâul Popii este un curs de apă, afluent al râului Cracăul Alb. 

## Hărți
- Parcul Vânători-Neamț